# Ѡ
Ѡ, ѡ は、初期キリル文字のひとつで、現在は使用されていない。ギリシャ語のΩ, ω（オメガ）を起源とする。

## 呼称
- 古代教会スラヴ語：オメガ（ѡмєга）またはオフム（ѡхм）
- ロシア語：オメガ（омега）またはオー・グリェチェスキー（О греческий / Ѡ греческий、ギリシャのオー）
- ブルガリア語：オメガ（омега）またはオー・グルツキ（О гръцки / Ѡ гръцки）

## 音素
Оと同じ。ただし、ギリシャ語由来の単語のみ。

## Ѡに関する諸事項
- この文字に関する正式な名前、発音などは、現時点では判明していない。
- 大文字のѠは、Ωとは違って、小文字ωを大きくしたような文字である。
- ギリシャ語由来（主に正教会の影響）の単語のみに用いられる。
- グラゴル文字では「」に相当する。
- 発音はОと等価であったが、時代が下るにつれてそちらの方が頻繁に使用されるようになっていったため、Ѡは廃れていった。
- フォントによっては、小文字は W のようになることがある。

## 符号位置
| 大文字 | Unicode | JIS X 0213 | 文字参照        | 小文字 | Unicode | JIS X 0213 | 文字参照        | 備考 |
| ------ | ------- | ---------- | --------------- | ------ | ------- | ---------- | --------------- | ---- |
| Ѡ      | U+0460  | -          | &#x460; &#1120; | ѡ      | U+0461  | -          | &#x461; &#1121; |      |